# Związek Uzdrowisk Polskich
Związek Uzdrowisk Polskich – organizacja, koordynująca działania przemysłu uzdrowiskowego, powstała w 1925 roku.

## Historia
W 1910 roku podczas I Krajowego Zjazdu Przemysłowo-Balneologicznego w Galicji powstał Krajowy Związek Zdrojowisk i Uzdrowisk W 1920 roku zmienił nazwę na  Polski Związek Zdrojowisk, Uzdrowisk i Kąpielisk Morskich z siedzibą we Lwowie i ekspozyturą w Warszawie, a w 1925 roku na Związek Uzdrowisk Polskich. W maju 1925 roku podczas zebrania pod przewodnictwem Jana Potockiego podjęto decyzję o przeniesieniu siedziby do Warszawy. 
W roku 1937 Związek liczył 54 członków-podmiotów uzdrowiskowych, należały do niego nie tylko renomowane zdrojowiska jak Truskawiec, ale także mniejsze miejscowości uzdrowiskowe: Otwock, Jaworze, Ojców, Zakopane, Jastrzębia Góra, Horyniec i inne. 
Głównymi zadaniami związku były:
- pozyskanie dla uzdrowisk tanich kredytów
- staranie się o zorganizowanie Towarzystwa Kredytowego Uzdrowisk
- starania o poprawę komunikacji do uzdrowisk
- starania o zniżki kolejowe powrotne z uzdrowisk

Związek powołał Fundację Instytutu Balneologicznego, dzięki której zbudowano w Al. Focha 33 w Krakowie gmach instytutu i powołano Instytut Balneologiczny, istniejący do 1952 roku.
Związek został zlikwidowany w 1946 roku.

## Prezesi Związku
- hr. Jan Potocki, właściciel uzdrowiska Rymanów[3]
- Medard Kozłowski – wójt gminy Zakopane
- dr Ludwik Dudyński – kierownik zakładu zdrojowego w Morszynie
- Rajmund Jarosz – właściciel uzdrowiska Horyniec
- Roman Jarosz z Truskawca[4]
- Stanisław Karłowski[4]
- Halina Minkiewiczowa